# Tifoseria dell'Associazione Calcistica Perugia Calcio

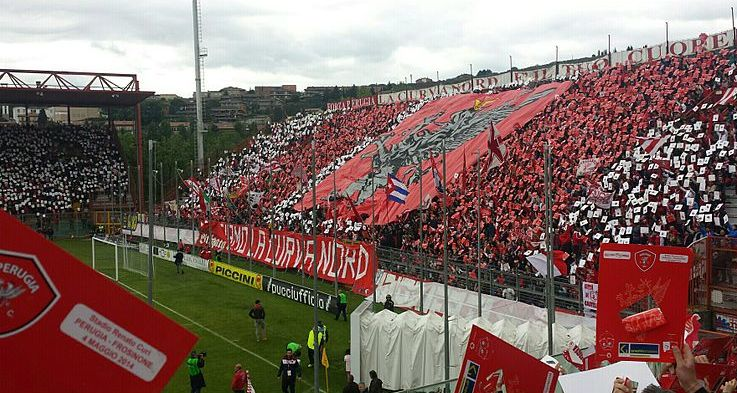
Scenografia del tifo organizzato perugino nella curva Nord dello stadio Renato Curi (2014)

In questa voce sono riportate informazioni relative alla storia ed evoluzione della tifoseria dell'Associazione Calcistica Perugia Calcio, società calcistica italiana con sede a Perugia.

## Contesto
Il tifo sportivo biancorosso è geograficamente concentrato a Perugia e nel resto della provincia. La tifoseria organizzata perugina trova posto presso la curva Nord dello stadio Renato Curi.

## Orientamento politico

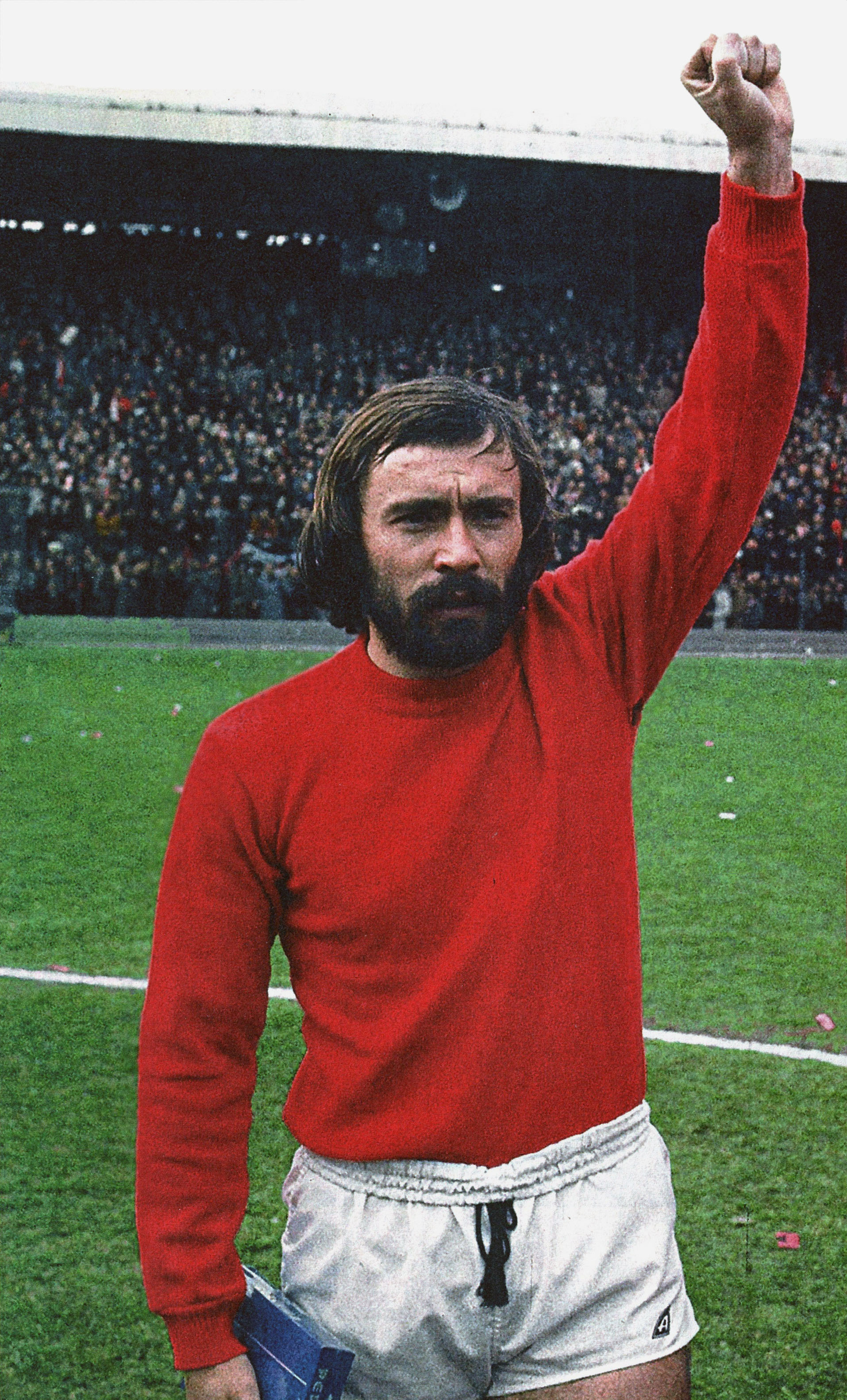
Paolo Sollier, centravanti perugino a metà degli anni 70, saluta gli spalti col gesto del pugno alzato.

Quella del Perugia è considerata tra le «roccaforti» del calcio italiano per quanto concerne il tifo organizzato di sinistra, l'orientamento politico della curva perugina è prevalentemente affine agli ideali del comunismo e alla figura di Che Guevara; non mancano tuttavia gruppi dichiaratamente schierati a destra, sorti a partire dagli anni 80 e 90 del XX secolo ed emanazione perlopiù dei quartieri periferici della città.
Al di fuori della contrapposizione politica, nel corso degli anni la tifoseria perugina si è contraddistinta per campagne di sensibilizzazione su temi non strettamente inerenti al calcio, come ad esempio l'iniziativa contro il razzismo «Una città antirazzista è sempre di Serie A».

## Fan club
Il primo Perugia Club sorse nei primi anni 60 in via Fabretti, nel bar gestito da Alfio Pierucci, storico tifoso biancorosso. Quindi nel corso della stagione 1974-1975 vengono poste le basi per la formazione di un Centro di Coordinamento dei Perugia Clubs, che si costituì ufficialmente nel giugno 1975.

## Tifo organizzato
Nei primi anni 70 i supporter biancorossi erano rappresentati dagli Ultras, i pionieri del tifo a Perugia, affiancati poco dopo da Venceremos e Fossa dei Grifoni.
Nel 1978 nasce l'Armata Rossa, costituito dopo una riunione tra tifosi nel centro storico perugino. Il nome viene scelto per manifestare palesemente la propria ideologia di estrema sinistra, specie in quegli anni in cui l'impegno politico era cosa importante tra i giovani – a riprova, appena qualche anno prima l'idolo della curva biancorossa era il centravanti Paolo Sollier, impegnato politicamente e che salutava i tifosi col gesto del pugno alzato –; simbolo del gruppo è la stella rossa.
Nel 1989 nascono gli Ingrifati, provenienti perlopiù dal quartiere San Sisto. Anch'essi su posizioni di sinistra, si segnalano per azioni di proselitismo quali fanzine, riunioni e similari operazioni di attivismo. Degni di nota anche i supporter che vanno sotto il nome di Quelli del Santa Giuliana, gruppo formato dai tifosi biancorossi più anziani, che seguono il Perugia fin dalle partite giocate nel succitato e vecchio impianto cittadino.
Su posizioni destroidi c'è stata, invece, la Brigata Ultrà, sigla nata nel 1994 per compattare il tifo nei quartieri della periferia nord-ovest cittadina, e risultato della fusione tra le Brigaden sorte nel decennio precedente a Elce, e i Doddy Boys nati qualche anno prima a Ponte d'Oddi. La Brigata è assurta tra i gruppi di riferimento della curva Nord per i successivi tre decenni, prima dello scioglimento avvenuto nel gennaio 2025.
Nonostante alcuni iniziali screzi, inevitabilmente dettati dalle contrapposte ideologie, col tempo le varie fazioni si sono pacificamente integrate all'interno della curva perugina. Un processo che era arrivato a compimento nel corso della stagione 2017-2018 quando, pur mantenendo ognuno la rispettiva indipendenza circa organizzazione e simboli, gli allora tre maggiori gruppi ultras biancorossi – Armata, Brigata e Ingrifati – si erano compattati sotto la sigla comune Ostinatamente A.C. Perugia. Sopravvenute divergenze hanno portato alla conclusione dell'esperimento nel corso della stagione 2023-2024, seppure è rimasta da allora una comunanza tra Armata, Ingrifati e Nucleo XX Giugno, con la Brigata che si è invece man mano defilata fino al suo scioglimento di lì a breve.

## Gemellaggi e rivalità
La rivalità storica dei tifosi perugini è con la squadra dell'altro capoluogo di regione, la Ternana, in quello che viene comunemente chiamato il derby dell'Umbria: un confronto che va ben al di là del mero aspetto sportivo, coinvolgendo tutte le rispettive diversità storico-culturali ed economiche che contraddistinguono i due poli regionali. Meno sentite, ma non per questo meno accese, sono le altre sfide umbre con le compagini di Foligno e Gubbio, con le quali tifoserie un tempo erano peraltro intrattenuti rapporti di gemellaggio.
L'unica stracittadina nel vero senso del termine è quella che vede contrapposti i biancorossi alla Pontevecchio, la seconda squadra del comune perugino, emanazione della frazione di Ponte San Giovanni. È questo il solo derby disputato nella storia dei grifoni: neanche agli inizi del XX secolo, ai tempi della scissione e del successivo decennio di contrapposizione sportiva tra la Fortebraccio e la Libertas, furono giocate delle sfide interne al capoluogo, sempre vietate dal prefetto dell'epoca per motivi di ordine pubblico. Vista la differenza di categorie che storicamente ha separato i due club, il cosiddetto derby di Perugia ha avuto luogo, per le prime e fin qui uniche due volte, solamente nel corso del campionato di Serie D 2010-2011; con queste premesse, non è così mai esistito un reale dualismo tra perugini e ponteggiani.

Un momento del derby dell'Umbria tra Perugia e Ternana, la più sentita rivalità del calcio umbro, qui giocato nel campionato di Serie C1 1991-1992.

Fuori dai confini regionali, le più forti rivalità sono quelle coi supporter della Lazio, un'inimicizia sorta a cavallo degli anni 1960 e 1970 per via delle opposte idee politiche delle due curve – ed esaltata da giocatori-militanti come Paolo Sollier, che non lesinava nel mostrare il pugno alzato in campo, rivolto alla propria curva –, e coi tifosi dell'Arezzo, nata anch'essa negli anni 1970 ma esclusivamente per ragioni sportive, e sfociata nel cosiddetto derby dell'Etruria.
Altre importanti rivalità sono in essere con le tifoserie dell'Ancona – gemellaggio poi divenuta rivalità, dopo lo spareggio Ancona-Ascoli disputato sul neutro di Perugia nel 2000 –, dell'Atalanta e della Sampdoria, entrambe per i correlati gemellaggi di orobici e blucerchiati con la Ternana, della Fiorentina, una rivalità sportiva nata dopo lo spareggio interdivisionale del 2004, della Salernitana – un gemellaggio poi divenuta accesa rivalità sullo sfondo di reciproche accuse arbitrali, incrinatosi dopo una semifinale di Coppa Italia Serie C 1993-1994 e deflagrato dopo l'esito favorevole ai grifoni nella corsa-promozione del campionato di Serie B 1995-1996 –, della Sambenedettese, del Siena, quasi un derby data la vicinanza tra le due città, del Torino, una rivalità sportiva sorta dopo la vittoria dei perugini nello spareggio-promozione del 1998, e del Verona, prettamente per motivi politici. Sussistono screzi minori anche con le tifoserie di Savoia, Nocerina, Casarano e Avellino.
Esistono rapporti di amicizia con le curve di Empoli e Fasano, entrambe principalmente col gruppo Ingrifati, di Juve Stabia e Montevarchi, in questo caso con l'Armata Rossa e gli Ingrifati, e del Teramo, quest'ultima attiva soprattutto negli anni 1990, tra i gruppi Mods e Ingrifati, per la condivisa rivalità coi ternani; l'unico gemellaggio vero e proprio è invece quello con la tifoseria dell'Ischia, instaurato nei primi anni 1990 durante la comune militanza dei due club in Serie C1.